# Software per il montaggio video
Il software per il montaggio video è un software utilizzato per eseguire il montaggio video e la post-produzione di sequenze video digitali su un sistema di editing non lineare (NLE). Ha sostituito i tradizionali strumenti di montaggio dei film in celluloide e le macchine di editing online analogico nastro-nastro[1]. 
Il software NLE si basa in genere su un paradigma dell'interfaccia della sequenza temporale in cui sezioni di registrazioni video di immagini in movimento, note come clip, sono disposte in sequenza e riprodotte. NLE offre una gamma di strumenti per tagliare, giuntare, tagliare e disporre le clip lungo la timeline. Una volta completato un progetto, il sistema NLE può quindi essere utilizzato per esportare in film, una varietà di formati, nel contesto che possono variare dai formati di nastro di trasmissione ai formati di file compressi per Internet, DVD e dispositivi mobili. Man mano che i sistemi NLE digitali hanno avanzato il loro set di strumenti, il loro ruolo si è ampliato e la maggior parte dei sistemi NLE, sia per i consumatori che per i professionisti, ora include una serie di funzionalità per la manipolazione del colore, la titolazione e gli effetti visivi, nonché strumenti per il montaggio e il missaggio dell'audio sincronizzato con l'immagine della sequenza video.